# Diane Nguyen
Diane Nguyen (tên Tiếng Việt: Diane Nguyễn, sinh ngày 19 tháng 3 năm 1980) là tên một nhân vật hư cấu xuất hiện trong bộ phim hoạt hình truyền hình BoJack Horseman của hãng Netflix được sáng tạo bởi Raphael Bob-Waksberg và do nữ diễn viên Alison Brie lồng tiếng.

## Tiểu sử
Diane Nguyen là một nhà văn tri thức người Mỹ gốc Việt tốt bụng nhưng hay bị người khác hiểu lầm và đồng thời cũng là nhà hoạt động vì nữ quyền thuộc làn sóng thứ ba đến từ Boston. Trong tập đầu tiên, Diane được nhà xuất bản thuê làm người viết thay thế cho hồi ký của BoJack Horseman, trước đó cô đã từng viết tiểu sử về vị anh hùng thời thơ ấu của anh chàng này trong cuốn Secretariat. Hai người dần trở thành bạn bè, BoJack nảy sinh tình cảm với Diane nhưng sau đó phát hiện ra cô đang hẹn hò với đối thủ của anh là Mr. Peanutbutter. Trong tập "Live Fast, Diane Nguyen", họ cùng đi đến New York để gặp nhà xuất bản sách nhưng phải vội vã bay về Boston sau khi hay tin cha Diane đột ngột qua đời. Không lâu sau, nhà văn nhận lời cầu hôn của Mr. Peanutbutter và cô vẫn tiếp tục hoàn thành công việc viết sách cho BoJack.
Diane phải đấu tranh trong suốt sự nghiệp để tác phẩm của cô được công nhận, rồi đến Cộng Hòa Cordovia đang bị chiến tranh tàn phá để tạo dựng sự khác biệt, nhưng sớm quay trở lại sau khi phát hiện ra Sebastian St. Clair - nhân vật được cho là theo chủ nghĩa nhân đạo đã mời cô đến đó để viết về công việc của hắn - thực chất chỉ là một kẻ ích kỷ vụ lợi chẳng hề quan tâm đến việc giúp đỡ mọi người, hắn chỉ biết lo cho cái tiếng của mình. Xấu hổ khi quay lại với chồng, cô rơi vào trạng thái trầm cảm và triệu chứng dần trở nên nghiêm trọng. Diane bắt đầu bỏ bê bản thân, uống rượu, hút cần sa và ngủ say sưa ở nhà BoJack. Cô nhanh chóng giải tỏa cảm xúc của mình với chồng và nhận việc tại VIM viết các dòng Tweet thay cho những người nổi tiếng, nhưng sau đó lại bị sa thải và được nơi khác thuê viết blog về chủ đề nữ quyền. Trong và sau khi Mr. Peanutbutter tranh cử Thống đốc bang California, cuộc hôn nhân của họ bắt đầu rạn nứt và đi đến ly dị vào đầu mùa năm, tuy nhiên hai người vẫn giữ mối quan hệ bạn bè. Diane chuyển đến một căn hộ studio cũ kỹ. Cuối mùa phim, cô bắt đầu viết kịch bản thế cho loạt phim truyền hình Philbert do BoJack thủ vai chính, sau khi người điều hành chương trình Flip McVickers bị bí ý tưởng. Dù phần đầu tiên thành công nhưng do BoJack bị ảnh hưởng bởi thuốc giảm đau nên đã dính vào một vụ bê bối với bạn diễn của mình, tai tiếng này khiến loạt phim bị hủy bỏ. Diane đưa BoJack vào trại cai nghiện và động viên anh chàng lần cuối.
Trong mùa sáu, Diane bắt đầu hẹn hò với đồng nghiệp của mình - một con bò rừng tên là Guy, anh chàng này trước đó đã trải qua cuộc ly hôn và có một mụn con, cô quyết định chuyển từ Los Angeles đến Chicago để sống với anh. Một thời gian sau, Diane bắt tay vào việc viết cuốn hồi ký mới nhưng tiếc thay căn bệnh trầm cảm trước đó đột ngột tái phát. Vòng luân hồi quay trở về như cũ, Diane dùng thuốc chống trầm cảm và chính nó là căn nguyên khiến cô tăng cân đáng kể, tiến độ viết hồi ký bị cản trở và cuối cùng cô từ bỏ để chuyển sang viết truyện viễn tưởng dành cho thanh thiếu niên mang tên Ivy Tran, Food Court Detective. Rồi cô chuyển đến Houston với Guy và đến mùa cuối thì hai người quyết định bước thêm lần nữa. Sau khi BoJack cố gắng tự tử và bị bỏ tù vì đột nhập vào nhà cũ, Diane gặp lại anh tại đám cưới của Công Chúa Carolyn. Trong cuộc trò chuyện cuối cùng, Diane nói với BoJack rằng cô rất biết ơn khoảng thời gian trước kia ở Los Angeles đã giúp cô có được như ngày hôm nay, nhưng cô đã sẵn sàng để bước tiếp. Tập phim kết thúc khi cả hai cùng chia sẻ khoảnh khắc yên tĩnh dưới bầu trời đầy sao.

## Tiếp nhận
Ban đầu Diane Nguyen được tạo nên với tư cách là một giám đốc điều hành mạng lưới phát triển, người sẽ giúp BoJack lấy lại ánh hào quang nổi tiếng trước đó của anh chàng. Ngoài ra, Nguyễn là họ phổ biến nhất ở Việt Nam và hầu hết các nhân vật trong phim đều phát âm sai một cách hài hước, chẳng hạn như Wyen, Newen, Ngyen, Nuyen.
Diane Nguyen đã được nhiều nhà phê bình ca ngợi là một trong những nhân vật mạnh mẽ nhất của BoJack Horseman vì nó cho thấy quá trình phát triển cá nhân của cô bên cạnh anh chàng người ngựa BoJack. Diane cũng được mệnh danh là "tiếng nói của lý trí", xuyên suốt loạt phim, chuyến hành trình và câu chuyện của cô đã phần nào phản ánh và làm sáng tỏ những vấn đề trong thế giới thực. Tuy nhiên, chương trình cũng vấp phải chỉ trích vì cách miêu tả Diane và sự chiếm dụng của văn hóa người Mỹ gốc Á, đặc biệt truyền thông hướng sự chú ý đến Alison Brie, một nữ diễn viên da trắng lại được tuyển để lồng tiếng cho nhân vật người Mỹ gốc Việt.
Theo Fox News ngày 28 tháng 6 năm 2020, Alison Brie cho biết cô cảm thấy hối hận vì đã lồng tiếng cho nhân vật Diane Nguyen trong dự án của Netflix. Nguyên nhân được lý giải là sự tham gia của cô vào thương hiệu nổi tiếng này đã vô tình khiến những nghệ sĩ gốc Á hay cụ thể hơn là người gốc Việt mất cơ hội được thể hiện nhân vật từ cộng đồng của mình. Alison bộc bạch: "Nghĩ lại, tôi ước mình đã không lồng tiếng cho Diane Nguyen. Lúc này, tôi đã hiểu ra rằng người da màu thì nên lồng tiếng cho nhân vật da màu. Chúng tôi đã bỏ lỡ một cơ hội tuyệt vời để đại diện cho cộng đồng người Mỹ gốc Việt một cách chính xác và tôn trọng. Tôi thật lòng xin lỗi vì điều đó. Tôi hoan nghênh tất cả những ai đã từ bỏ vai diễn lồng tiếng của mình trong những ngày gần đây. Tôi đã học được rất nhiều điều từ họ".

## Trích dẫn
| “                                                                      | Không có thứ gì gọi là "kẻ xấu" hay "người tốt". Tất cả chúng ta chỉ là...con người, có lúc làm điều tốt và đôi khi phạm sai lầm. Và tất cả những gì ta có thể làm là hạn chế việc xấu và thực hiện nhiều điều tốt hơn, nhưng anh sẽ không bao giờ trở nên tốt được. Vì anh vốn đâu phải kẻ xấu. Vậy nên đừng lấy cái đó làm cớ nữa. | ” |
| — Diane Nguyen nói với BoJack Horseman trong tập phim The Stopped Show | |   |